# All Out 2021
All Out (2021) was een professioneel worstel-pay-per-view (PPV) evenement dat georganiseerd werd door All Elite Wrestling (AEW). Het was de 3e editie van All Out en vond plaats op 5 september 2021 in het Now Arena in Chicago, Hoffman Estates, Illinois.

## Matches
| Nr. | Match | Winnaar(s)              | Opmerkingen                                                           | Bron        |
| --- | --- | ----------------------- | --------------------------------------------------------------------- | ----------- |
| 1P  | Best Friends (Orange Cassidy, Chuck Taylor & Wheeler Yuta) & Jurassic Express (Jungle Boy & Luchasaurus) (met Marko Stunt) vs. Hardy Family Office (Matt Hardy, Private Party (Isiah Kassidy & Marq Quen) & The Hybrid 2 (Angélico and Jack Evans) | N.T.B.                  | 10-man tag team match.                                                | [ 3 ] [ 4 ] |
| 2   | Miro (c) vs. Eddie Kingston | Miro                    | Een-op-een match voor het AEW TNT Championship                        | [ 3 ] [ 4 ] |
| 3   | Jon Moxley vs. Satoshi Kojima | Jon Moxley              | Een-op-een match.                                                     | [ 3 ] [ 4 ] |
| 4   | Dr. Britt Baker, D.M.D. (c) (met Rebel) vs. Kris Statlander | Dr. Britt Baker, D.M.D. | Een-op-een match voor het AEW Women's World Championship              | [ 3 ] [ 4 ] |
| 5   | The Young Bucks (Matt & Nick Jackson) (met Brandon Cutler) (c) vs. Lucha Brothers (Penta El Zero Miedo & Rey Fenix) (met Alex Abrahantes) | Lucha Brothers (nc)     | Steel Cage match voor het AEW World Tag Team Championship             | [ 3 ] [ 4 ] |
| 6   | 21-woman Casino Battle Royale voor een toekomende AEW Women's World Championship wedstrijd | Ruby Soho               | Soho won door Thunder Rosa als laatste te elimineren.                 | [ 3 ] [ 4 ] |
| 7   | Chris Jericho vs. MJF | Chris Jericho           | Een-op-een match. Als Jericho had verloren, zou hij met pension gaan. | [ 3 ] [ 4 ] |
| 8   | CM Punk vs. Darby Allin | CM Punk                 | Een-op-een match.                                                     | [ 3 ] [ 4 ] |
| 9   | Paul Wight vs. QT Marshall (met Aaron Solo & Nick Comoroto) | Paul Wight              | Een-op-een match.                                                     | [ 3 ] [ 4 ] |
| 10  | Kenny Omega (c) (met Don Callis) vs. Christian Cage | Kenny Omega             | Een-op-een match voor het AEW World Championship                      | [ 3 ] [ 4 ] |